# Daniele Di Spigno
Daniele Di Spigno (Roma, 19 settembre 1974) è un tiratore a volo italiano, specialità double trap.

## Carriera
Agente della Polizia di Stato, ha gareggiato per le Fiamme Oro. È stato campione italiano 1995, 1997, 2000, 2001 e 2002; campione del Mondo juniores individuale e a squadre nel 1993 e 1994; campione europeo 1995, 1996, 1997, 1998, 1999, 2001, 2002, 2005, 2007 e 2015; oro ai giochi del Mediterraneo a Bari nel 1997; campione del Mondo a squadre 1995, 1997, 1999, 2002 ed individuale 1999 e 2002.
Ha partecipato a quattro edizioni dei giochi olimpici: fu 17° a Sydney 2000, 7° ad Atene 2004,  10° a Pechino 2008 e 18° a Londra 2012.
Attualmente Commissario tecnico della nazionale Juniores italiana, specialità trap.